# بريتا هاغبيرغ
بريتا هاغبيرغ (بالسويدية: Brita Hagberg)‏ هي عسكري سويدية، ولدت في 1756، وتوفيت في 19 مارس 1825 في ستوكهولم في السويد.